# Анікунс (мікрорегіон)
Анікунс (порт. Microrregião de Anicuns) — мікрорегіон в Бразилії, входить в штат Гояс. Складова частина мезорегіону Центр штату Гояс. Населення становить 104 214 чоловік на 2006 рік. Займає площу 5464,612 км². Густота населення — 19,07 чол./км².

## Склад мікрорегіону
До складу мікрорегіону включені наступні муніципалітети:
1. Аделандія
2. Амерікану-ду-Бразіл
3. Ауріландія
4. Авелінополіс
5. Буріті-ді-Гояс
6. Фірмінополіс
7. Мосамедіс
8. Назаріу
9. Санклерландія
10. Санта-Барбара-ді-Гояс
11. Сан-Луїс-ді-Монтіс-Белус
12. Турванія